# Bernhard Hartmann (Fußballspieler)

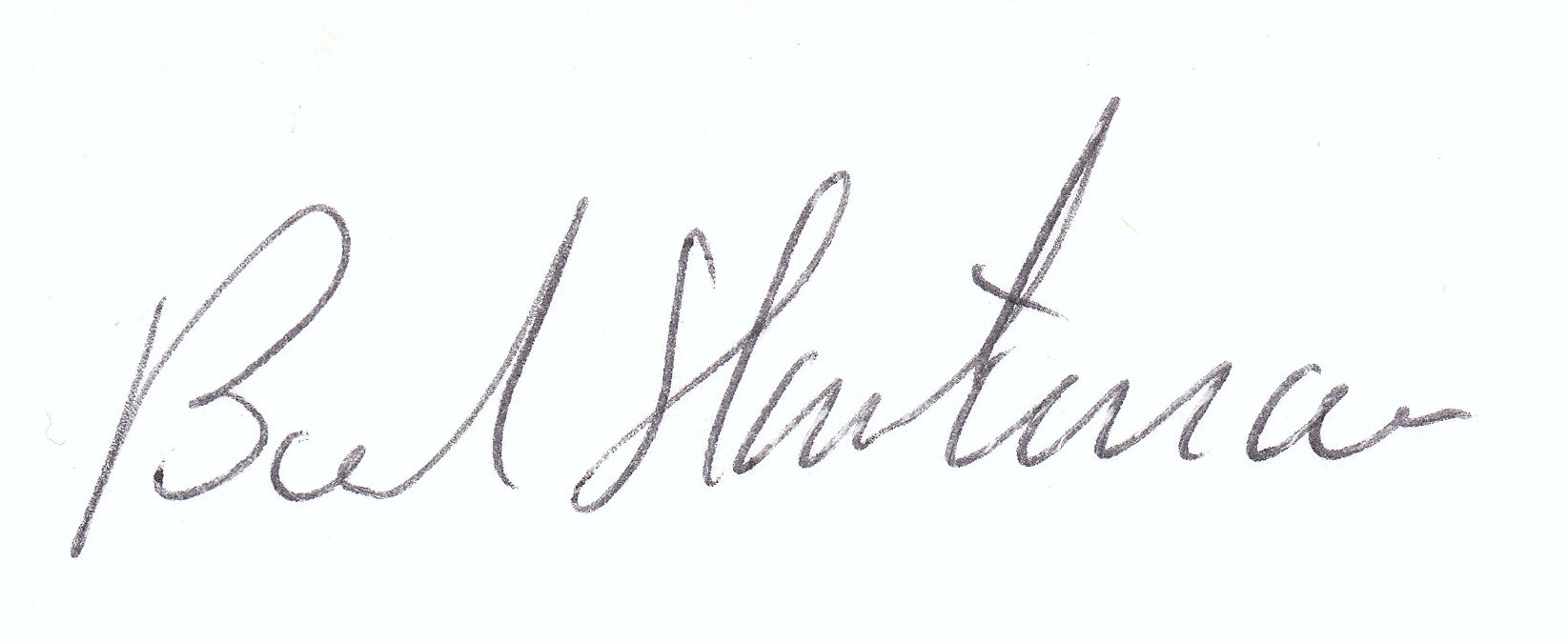
Autogramm von Bernd Hartmann aus der Saison 1978/79

Bernhard Hartmann (* 29. Mai 1947), meistens Bernd Hartmann genannt, ist ein ehemaliger deutscher Fußballtorwart, der unter anderem bei den bayerischen Traditionsvereinen TSV 1860 München (1974–1979) und 1. FC Nürnberg (1979–1983) unter Vertrag stand.

## Laufbahn
Bevor er Profifußballtorwart wurde, erlernte der aus dem Ruhrpott stammende Hartmann den Beruf des Bergmanns und arbeitete bis zum Alter von 22 Jahren regelmäßig unter Tage.
Seine fußballerische Karriere begann bei seinem Heimatverein Herringer SV in der Nähe von Hamm. Von dort kam er über die TSG Harsewinkel und Westfalia Herne zum TSV 1860 München. Dieser hatte seit dem Weggang der Torwartlegende Petar Radenković ein Torwartproblem und versuchte dieses vor der Saison 1974/75 mit der Verpflichtung von zwei exzellenten Torhütern in den Griff zu bekommen. Erster Torwart sollte eigentlich der bei der Fußball-Weltmeisterschaft 1974 so überzeugende Haitianer Henri Françillon werden und Hartmann ein gleichwertiger Ersatz für alle Fälle. Doch es kam anders. Hartmann überzeugte seinen damaligen Trainer Max Merkel von Anfang an und absolvierte 33 der insgesamt 38 Zweitligaspiele in der Saison 1974/75, während Françillon nur fünfmal zum Einsatz kam und am Saisonende in seine Heimat zurückkehrte.
Insbesondere in seiner dritten Saison bei 1860 wusste Hartmann mit zahlreichen Glanzparaden und exzellentem Stellungsspiel zu gefallen und war mit nur 29 Gegentoren, die er in 38 Spielen erhielt, einer der Garanten für den Bundesliga-Aufstieg am Ende der Saison 1976/77. Seine hervorragende Leistung in dieser Spielzeit wurde ferner mit dem Goldenen Handschuh ausgezeichnet.
Seinen Stammplatz bei 1860 verlor Hartmann erst in der Rückrunde der Zweitliga-Saison 1978/79. Weil 1860 in der Winterpause einen enttäuschenden Platz im Mittelfeld belegt hatte, verpflichtete die Vereinsführung den Erfolgstrainer des Überraschungstabellenführers Wormatia Worms, Eckhard Krautzun. Dieser brachte gleich zwei Leistungsträger seines bisherigen Vereins mit an die Isar. Einer von ihnen war Torhüter Thomas Zander, der nun bei 1860 in die Stammelf aufrückte, so dass der auf die Bank verbannte Hartmann es vorzog, am Saisonende zum 1. FC Nürnberg zu wechseln. Dort avancierte er zunächst wieder zum Stammtorwart und bestritt sämtliche 38 Zweitliga-Punktspiele der Saison 1979/80, an deren Ende ebenfalls der Aufstieg in die Bundesliga stand. In den folgenden drei Bundesliga-Spielzeiten kam er allerdings nur noch 16 Mal zum Einsatz. Kurz nach seinem 36. Geburtstag beendete Hartmann seine Profikarriere am Ende der Saison 1982/83.